# Nishimiya Yume
Nishimiya Yume (西宮 ゆめ 4 tháng 11 năm 1996 –) là một nữ diễn viên khiêu dâm người Nhật Bản. Sau khi rời cielo, từ tháng 9/2019 cô đã thuộc về công ti LIGHT.

## Sự nghiệp
19/9/2016, cô đã ra mắt ngành phim khiêu dâm với tư cách là nữ diễn viên độc quyền của Idea Pocket.
9/11/2021, cô được chỉ định làm "chiến binh gợi cảm" (quản lí bởi Idea Pocket) tham gia chiến dịch kỉ niệm kỉ niệm 5 năm phim thực tế ảo FANZA.
Tháng 4/2022, cô trở thành nữ diễn viên đại diện cho "Chiến dịch tuần lễ Vàng ngày Lễ tạ ơn tuyệt vời 2022" của FANZA.

## Đời tư
- Lần đầu cô thủ dâm là vào những năm đầu tiểu học, lần đầu cô quan hệ tình dục là vào năm đầu trung học, và lần đầu cô xuất tinh là khi học trung học.[7]
- Sở thích và kĩ năng đặc biệt của cô là mua sắm và hòa đồng với mọi người.[1][2]
- Cô đã miêu tả tính cách của cô là "wow" và "cảm thấy hơi ngu xuẩn".[8] Cô đã đóng các vai như học sinh trung học tinh nghịch hay quỷ dị, và cô đã nói rằng các vai diễn này khá dễ dàng đối với cô.